# Торнпорт (Огайо)
Торнпорт (англ. Thornport) — переписна місцевість (CDP) в США, в окрузі Перрі штату Огайо. Населення — 1120 осіб (2020).

## Географія
Торнпорт розташований за координатами 39°55′16″ пн. ш. 82°25′39″ зх. д. / 39.92111° пн. ш. 82.42750° зх. д. (39.921119, -82.427523).  За даними Бюро перепису населення США в 2010 році переписна місцевість мала площу 4,37 км², з яких 3,16 км² — суходіл та 1,21 км² — водойми.

## Демографія
Згідно з переписом 2010 року, у переписній місцевості мешкали 1004 особи в 446 домогосподарствах у складі 304 родин. Густота населення становила 230 осіб/км².  Було 648 помешкань (148/км²).
Расовий склад населення:
| - 97,9 % — білих - 0,5 % — азіатів - 0,3 % — корінних американців - 0,2 % — чорних або афроамериканців |

До двох чи більше рас належало 0,6 %. Частка іспаномовних становила 0,2 % від усіх жителів.
За віковим діапазоном населення розподілялося таким чином: 16,8 % — особи молодші 18 років, 62,1 % — особи у віці 18—64 років, 21,1 % — особи у віці 65 років та старші. Медіана віку мешканця становила 50,4 року. На 100 осіб жіночої статі у переписній місцевості припадало 99,6 чоловіків;  на 100 жінок у віці від 18 років та старших — 98,8 чоловіків також старших 18 років.
Середній дохід на одне домашнє господарство  становив 68 187 доларів США (медіана — 44 722), а середній дохід на одну сім'ю — 79 735 доларів (медіана — 64 543). За межею бідності перебувало 2,6 % осіб, у тому числі 17,0 % дітей у віці до 18 років та 0,0 % осіб у віці 65 років та старших.
Цивільне працевлаштоване населення становило 508 осіб. Основні галузі зайнятості: освіта, охорона здоров'я та соціальна допомога — 38,0 %, оптова торгівля — 8,5 %, транспорт — 7,5 %, будівництво — 7,5 %.